# Сільвія Айхнер
Сільвія Айхнер (нім. Sylvia Eichner, 6 червня 1957) — німецька плавчиня.
Призерка Олімпійських Ігор 1972 року.
Чемпіонка світу з водних видів спорту 1973 року.